# Ежереліс
Ежереліс ( лит. Ežerėlis) — місто в Каунаському районі Каунаського повіту Литви, є адміністративним центром Ежерельського староства. Населення 1959 осіб (2010 рік).

## Географія
Розташований за 25 км від Каунаса серед торф'яних боліт.

## Історія
Під час Першої світової війни з літа 1915 Литва була окупована німецькою армією. Німці почали добувати торф і вивозити його до Німеччини. Ними було збудовано невелике селище для розробників торфу. Після закінчення Першої світової війни до Другої світової війни Ежереліс входив до складу Литви. За переписом 1923 року тут проживало 123 мешканці. З 1940 до 1991 —  окупований Совєцьким Союзом. В 1956 став селищем міського типу в Каунаському районі. З 1991 року у складі Литви.
1933  —  організована початкова школа, з 1956 — середня школа. Збудований Будинок Культури. У 1963 відкрилася бібліотека. У 1997 відкрито Будинок для людей похилого віку. У 1998 збудовано костел Святого Антонія Падуанського (Šv. Antano Paduviečio (bažnyčia).

## Населення
Населення до 1959 зросло до 2000 чоловік і стабілізувалося цьому рівні. 99% населення становлять литовці .
| жителів | 132 | 2 200 | 1988 | 2060 | 2 151 | 2051 | 1959 |

## Економіка
Основна галузь — видобуток торфу (1956 було видобуто 220000 тонн).

## Етимологія назви
Вважається, що назва походить від назви сусіднього торф'яного болота  .

## Герб міста
Герб Ежереліса затверджено 4 травня 2006. Автор малюнка герба —  Роландас Римкунас (Rolandas Rimkūnas). У срібному щиті зображено три гілочки з ягодами журавлини. Срібний щит символізує озеро (у перекладі з литовського "ежереліс" —  "озерце").

## Галерея

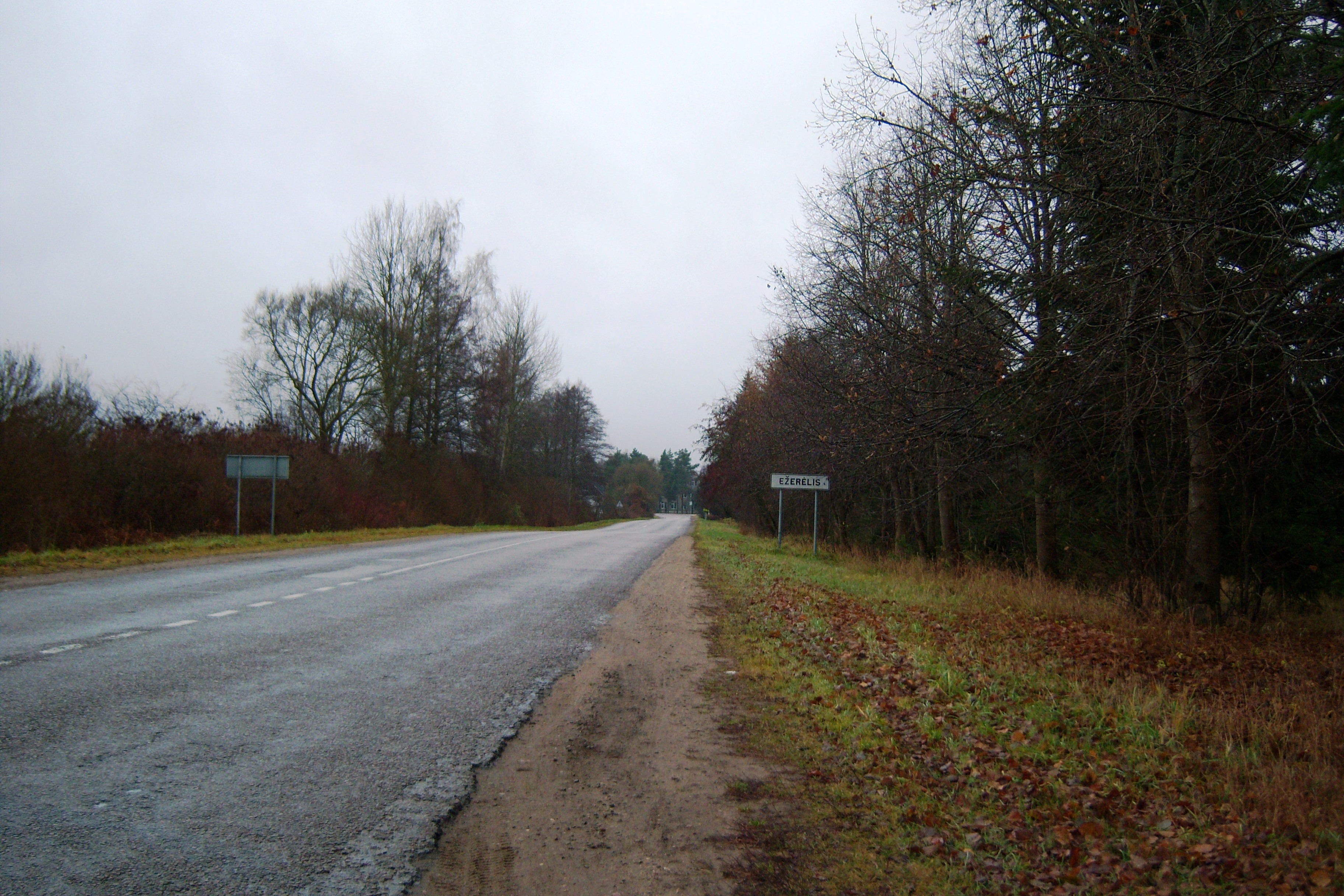
В'їзд до Ежерелісу
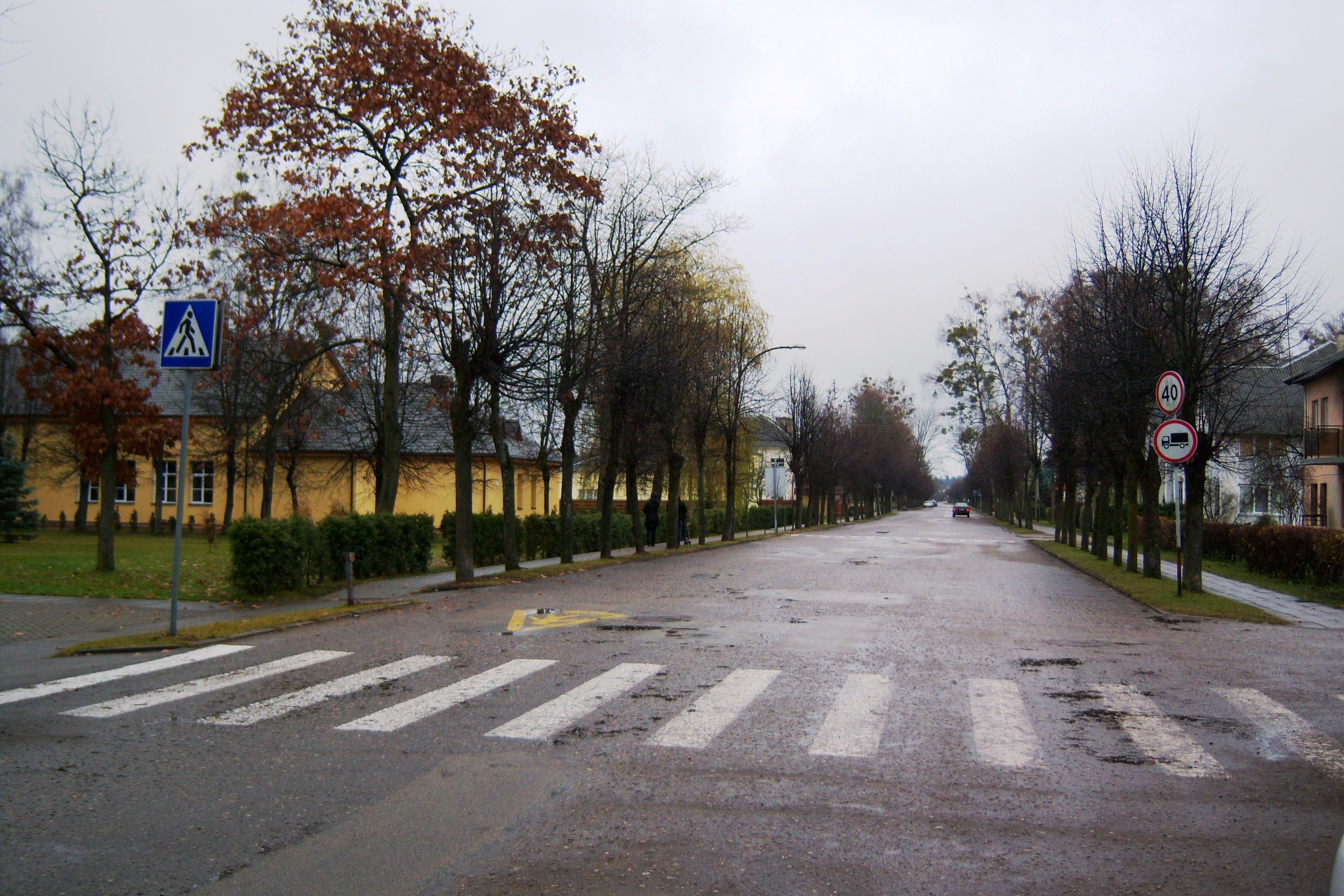
В центрі міста
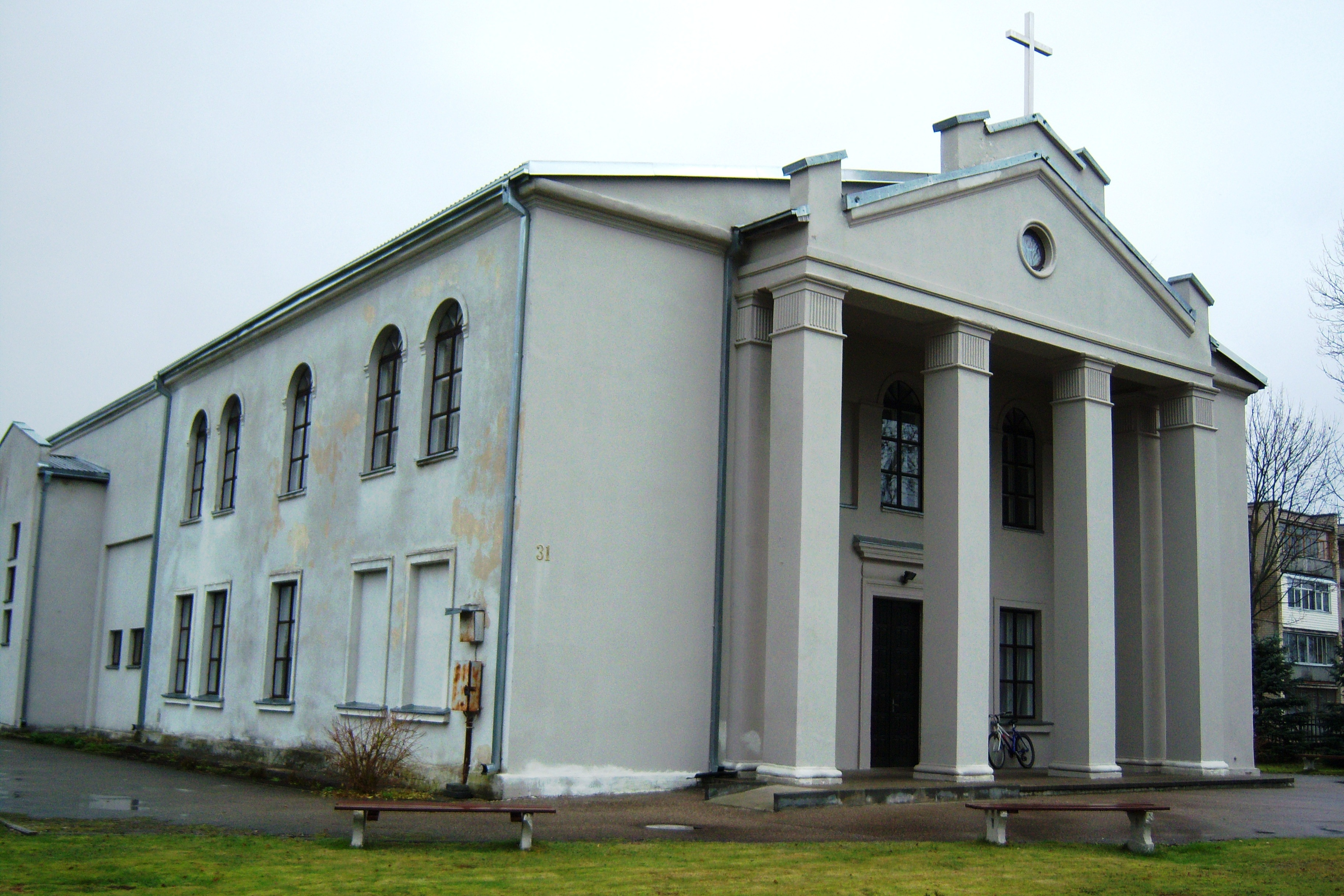
Костел святого Антона Падунського
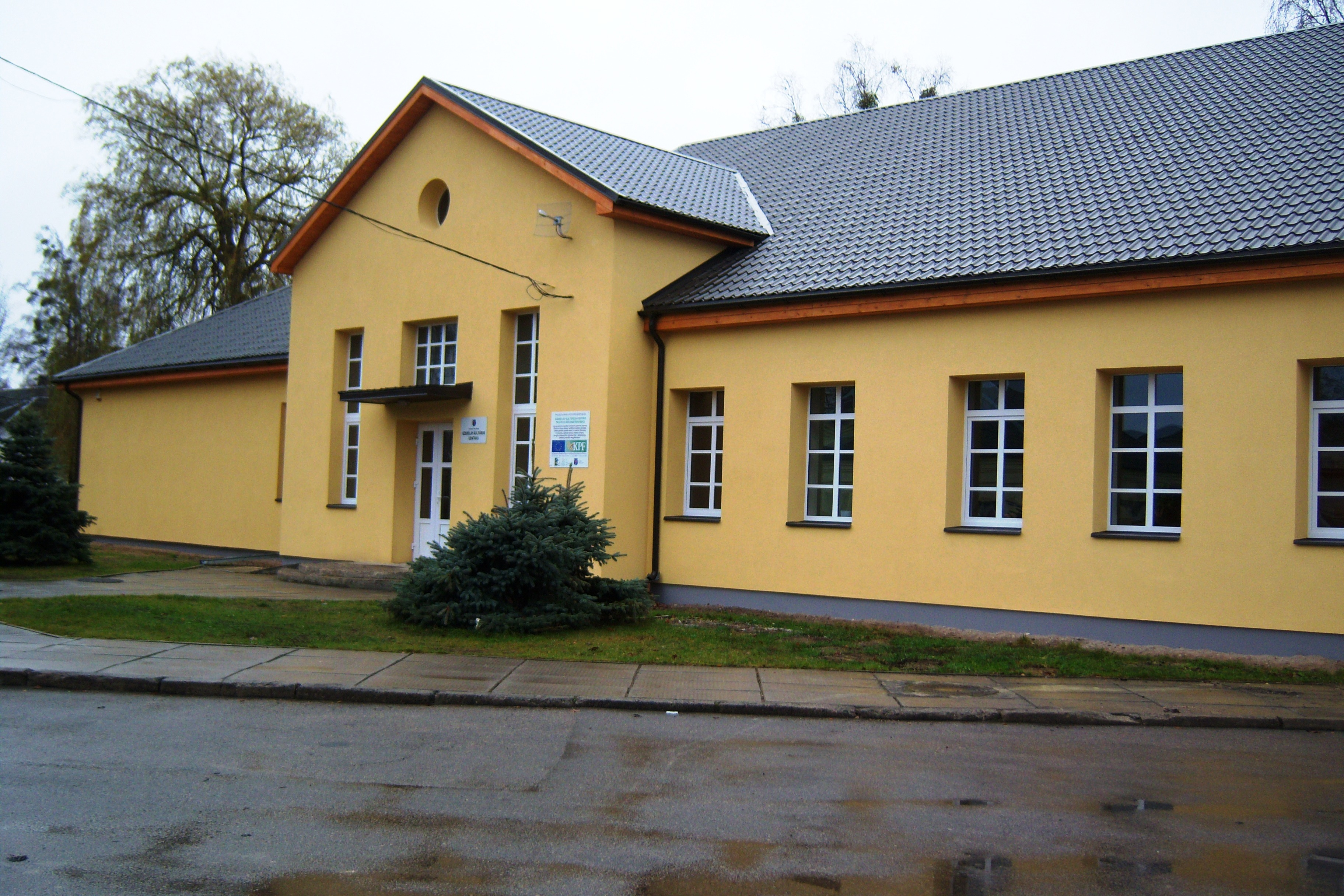
Палац культури
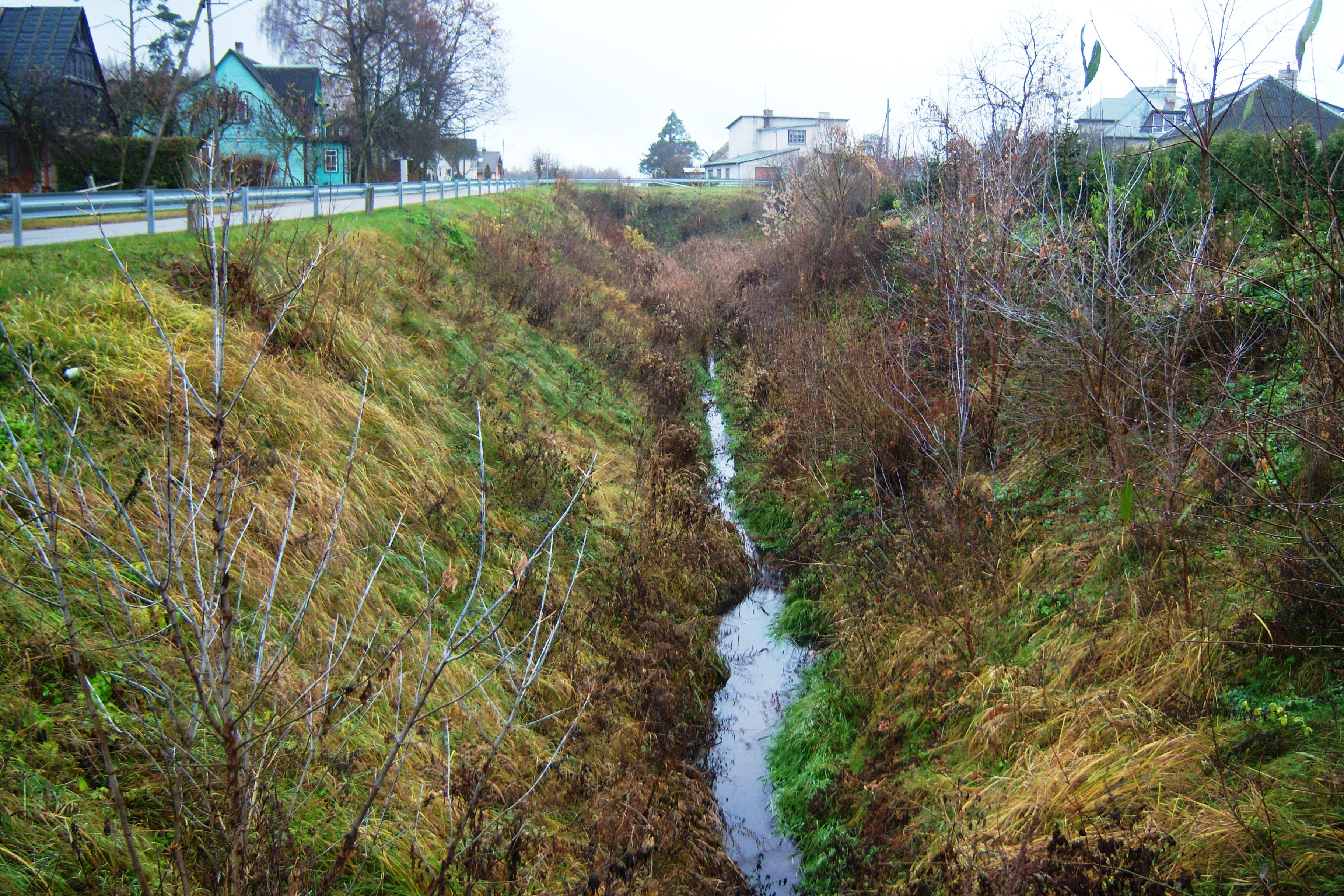
Струмок
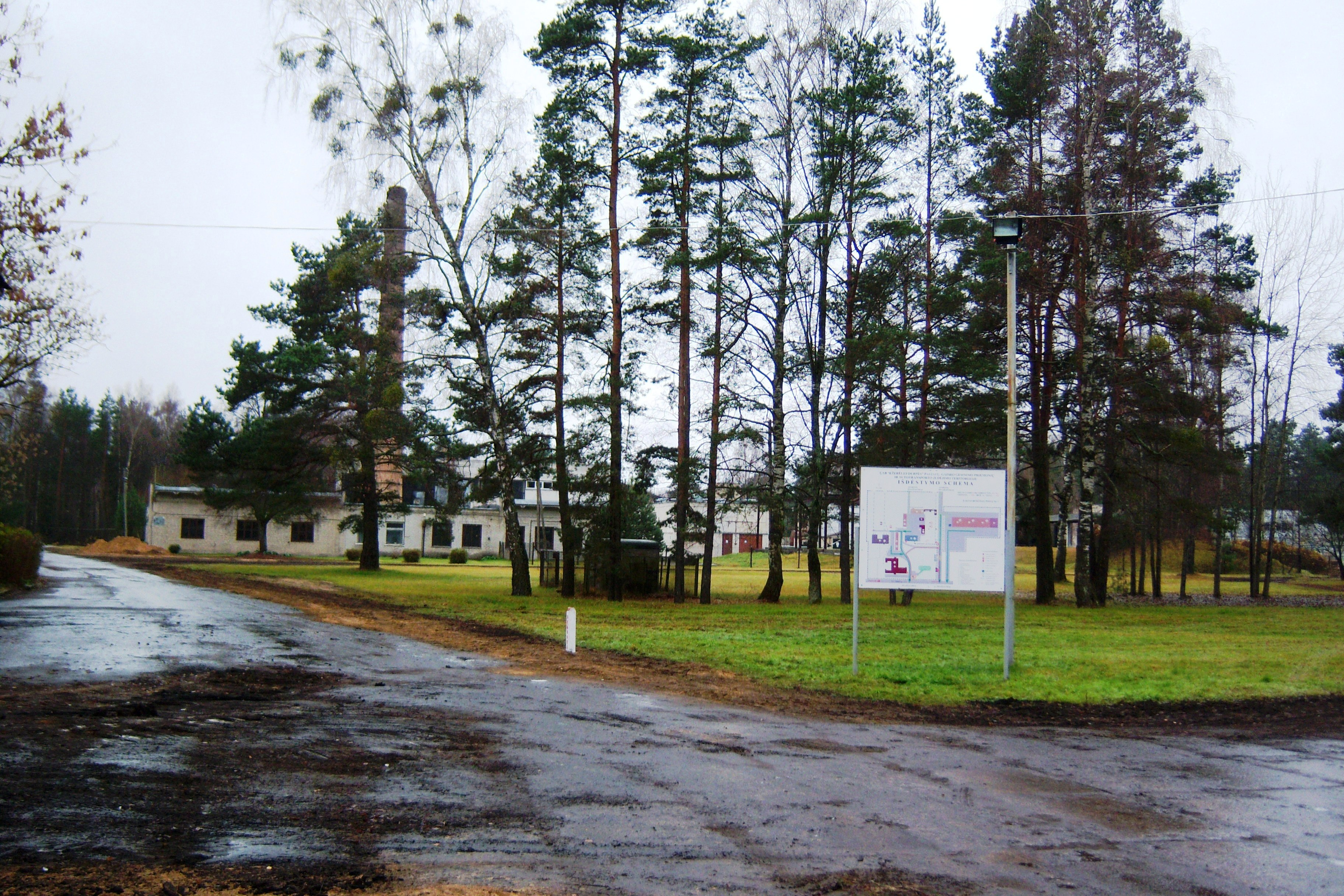
Торфопідприємство
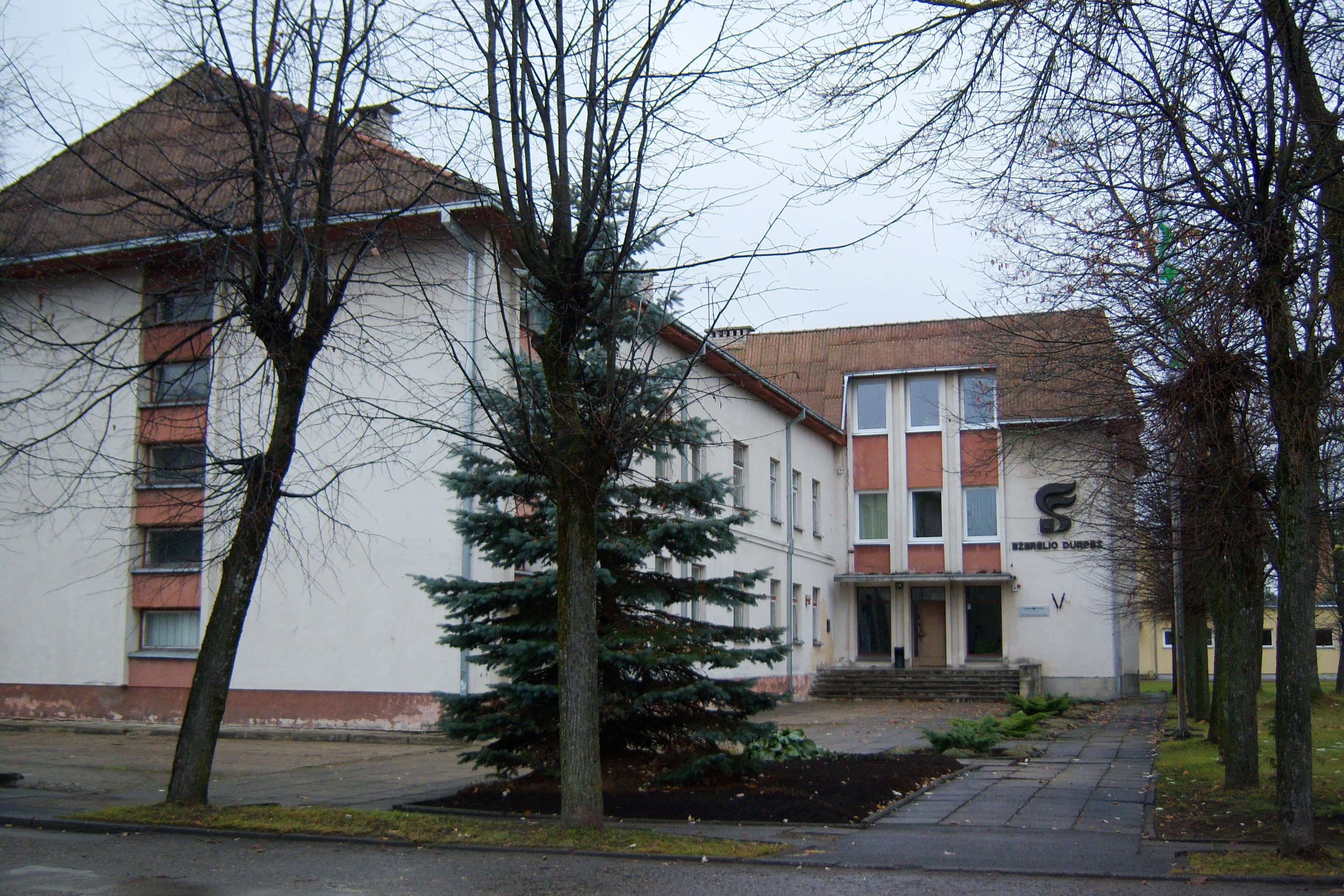
Торфопідприємство, будівля правління
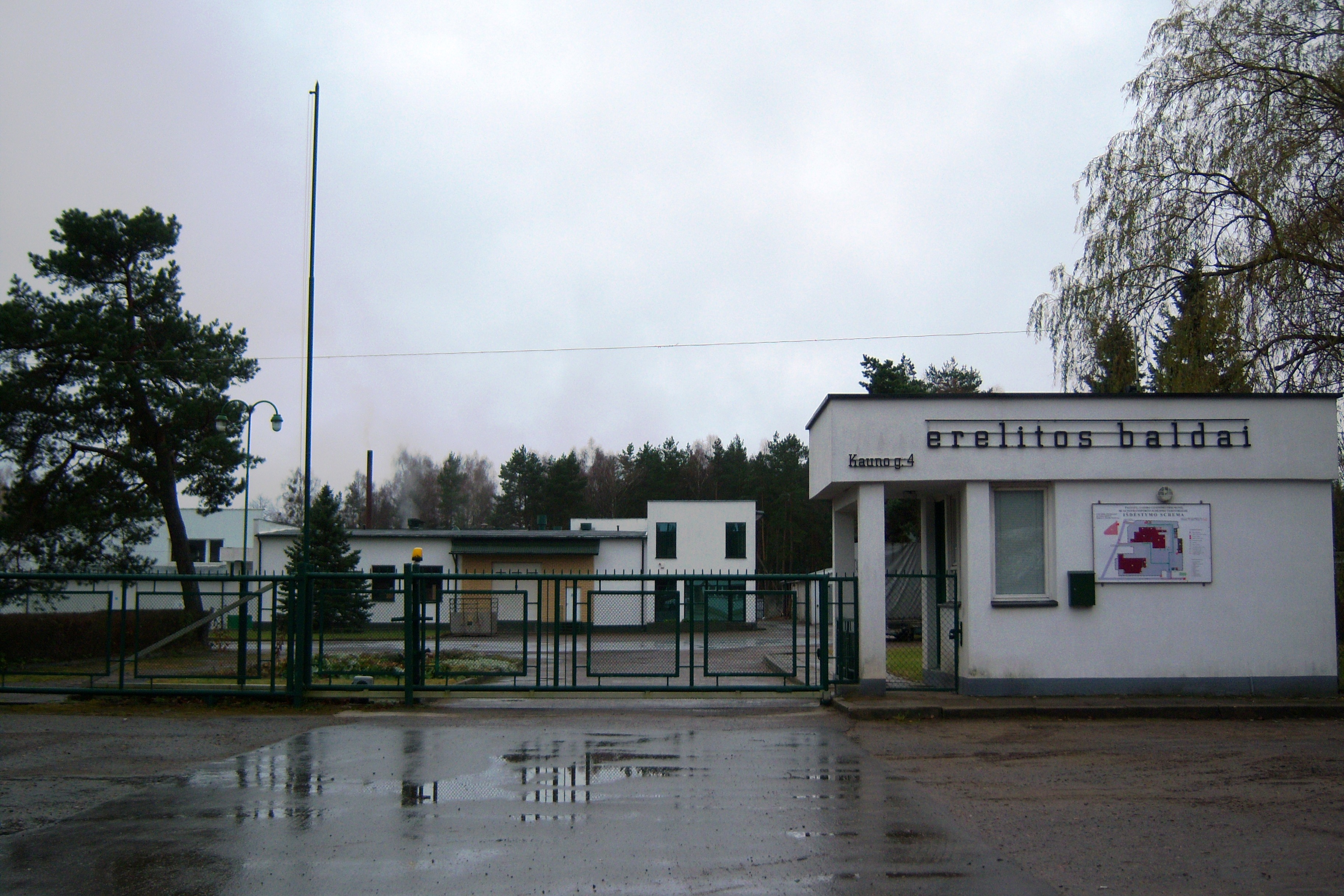
Меблева фабрика